# Мнацаканов, Георгий Сергеевич
Георгий Сергеевич Мнацака́нов (1906—1953) — советский театральный режиссёр, Заслуженный деятель искусств Карело-Финской ССР (1944).

## Биография
Родился в семье инженера, мать — актриса.
После окончания Бакинского драматического техникума работал актёром и режиссёром Бакинского театра рабочей молодёжи.
После окончания в 1930 году Ленинградского художественного политехникума работал в Ленинградских театрах.
С июля 1941 года — режиссёр Театра русской драмы Карело-Финской ССР.
Постановки Г. С. Мнацаканова
- «Нашествие» Л. Леонов (1942)
- «Северное сияние» Л. Левин, И. Меттер (1943)
- «Дворянское гнездо» И. Тургенев
- «Старик» М. Горький
- «Доходное место» А. Островский (1945)
- «Обрыв» И. Гончаров (1945)
- «Русский вопрос» К. Симонов (1948)
- «Отверженные» В. Гюго (1951)

и другие.
В 1951-1952 гг. — начальник Управления по делам искусства Министерства культуры Карело-Финской ССР.

## Награды
- Орден «Знак Почёта» (29 октября 1951)[3].
- Заслуженный деятель искусств Карело-Финской ССР (1944).